# Magnolia splendens
Espèce
Statut de conservation UICN

 EN B1ab(iii,v)+2ab(iii,v) : En danger
Magnolia splendens est une espèce de plantes à fleurs de la famille des Magnoliacées. C'est un arbre endémique de Porto Rico.

## Description
C'est un arbre.

## Répartition et habitat
C'est une plante endémique de Porto Rico.